# بولنديون
البولنديون أو البولونيون (بالبولنديَّة: Polacy) هم مجموعة عرقيَّة سلافيَّة غربيَّة ويعود أصلها إلى بولندا في وسط أوروبا، ويشتركون في أصل مشترك وفي الثقافة والتاريخ، وهم الناطقون باللغة البولنديَّة. ويُقدّر عدد سكان بولندا بحوالي 38.5 مليون نسمة (استناداً إلى إحصاء عام 2011)، منهم 36.2 مليون أعلنوا أنهم بولنديين فقط. يوجد شتات بولندي واسع النطاق في جميع أنحاء أوروبا، والأمريكتين، وفي أستراليا. اليوم، توجد أكبر تجمعات حضرية بولنديَّة ضمن مناطق وارسو والتجمع الحضري في سيليزيا. وتصل أعداد البولنديين والأشخاص من أصول بولندية بشكل كامل أو جزئي خارج وطنهم، حوالي 60 مليون نسمة.
يعود تاريخ بولندا إلى أكثر من ألف سنة، إلى عقد 930 وعقد 960 م، عندما قام البولنديون - وهم قبيلة سلافية غربيَّة مؤثرة في منطقة بولندا الكبرى، وموطنًا لمدن مثل بوزنان وغنيزنو وكاليش وكونين وريتزينيا - بتوحيد القبائل الليتشيتيكية المختلفة تحت سيطرة سلالة بياست، وبالتالي خلقت الدولة البولندية. كان حدث التنصير لبولندا، في عام 966 م، علامة على ظهور بولندا في المجتمع المسيحي الغربي. ومع معمودية بولندا في عام 966، أصبحت الأمة البولنديَّة في الدائرة الثقافية المسيحية الغربية. ولا يزال يعتنق أغلب الطليان المسيحية دينًا على مذهب الرومانية الكاثوليكية.
قدم البولنديون مساهمات مهمة للعالم في كل مجال رئيسي من مجالات المسعى الإنساني. ومن المهاجرين البولنديين البارزين الفيزيائيين ماري كوري وجوزيف روتبلت، وعالم الرياضيات ستانيسلو أولام، وعازفي البيانو فريدريك شوبان وآرثر روبنشتاين، والممثلات هيلينا مودجيسكا وبولا نيغري، والروائي جوزيف كونراد، والقادة العسكريين تاديوش كوسيوسكو وكازيمير بولاسكي، ومستشار الأمن القومي الأمريكي زبغنيو بريجينسكي، والسياسية روزا لوكسمبورغ، وصانعي الأفلام صمويل غولدوين ووارنر برذرز، ورسام الكاريكاتير ماكس فليشر، وسيدة الأعمال هيلينا روبنشتاين وغيرهم.

## أصول
عاش السلاف في المنطقة التي تُعرف حاليًا ببولندا منذ 1500 سنة على الأقل. انقسمت تلك الشعوب إلى وحدات قبلية، وعُرفت القبائل الكبيرة منها بالقبائل البولندية. جُمعت أسماء تلك القبائل في قائمة كتبها الجغرافي البافاري مجهول الاسم في القرن التاسع. أفضت تلك القبائل في القرن التاسع والعاشر إلى نشوء ممالك متطورة في بولندا العظمى، وعلى طول نهر فيستولا (ومنه جاء اسم قبيلة فيستولا التي عاشت داخل إمبراطورية مورافيا العظمى)، وساحل بحر البلطيق. أفضى آخر تحول قبلي إلى نشوء دولة ونظام سياسي طويل الأمد: بولندا، إحدى الأمم السلافية الغربية.
يرى المؤيدون لفكرة بياست، ومن أبرزهم يان لودفيج بوبوافسكي، أن الأراضي التي كانت تحكمها سلالة بياست البولندية هي الموطن الأصلي للسلاف والبولنديين الأصليين من قديم الأزل، وتسلل إليها لاحقًا الشعوب الكلتية والألمانية والبلطيقية وغيرهم من الشعوب الدخيلة. حظيت مدرسة السكان الأوائل لما قبل التاريخ البولندي بدعم رسمي وتأييد شعبي بدرجة كبيرة في بولندا عقب عام 1945. طبقًا لتلك النظرية، تنتمي الحضارة اللوساتية (وهي حضارة من العصر الحديدي الأول كانت تقع بين نهري فيستولا وأودر) إلى الحضارات السلافية، بينما تصنف تلك النظرية القبائل الأخرى غير السلافية التي كانت تعيش في تلك المنطقة في أزمنة متفرقة عبر التاريخ باعتبارهم مهاجرين أو زوار. وعلى النقيض، يرى نقاد تلك النظرية، مثل ماريا جيمبوتاس، أنها مجرد فرضية بدون إثبات، وأن تاريخ هجرة السلاف الغربية ما يزال مبهمًا بدرجة كبيرة، وأن الصلة السلاف بالحضارة اللوساتية ليست حقيقية، وأن وجود مجموعة من الشعوب المختلطة عرقيًا ودائمة التغير في السهل الأوروبي الشمالي هو أمر حقيقي لا شك فيه.

## إحصاءات
يشكل الشعب البولندي سادس أكبر مجموعة قومية في الاتحاد الأوروبي. تتفاوت التقديرات من مصدر لآخر، ورغم ذلك تشير البيانات إلى أن العدد الكلي للبولنديين حول العالم يقدر بنحو 60 مليون يعيش منهم 18-20 مليون تقريبًا خارج بولندا، ومعظم هؤلاء ليسوا أبناء مهاجرين من أصل بولندي بل مواطنين بولنديين. ثمة 38 مليون بولندي في بولندا وحدها. ثمة أقليات بولندية كذلك في البلدان المجاورة وأقليات محلية في جمهورية التشيك، والمجر، وسلوفاكيا، وليتوانيا الشمالية والشرقية، وأوكرانيا الغربية، وبيلاروسيا الغربية. ثمة أقليات محلية صغيرة أخرى في البلدان القريبة مثل مولدوفا. ثمة أقلية بولندية كذلك في روسيا تشمل بولنديين أصليين إلى جانب أولئك الذين طُردوا من بلادهم في أثناء الحرب العالمية الثانية وعقبها؛ يُقدر عدد البولنديون فيما كان يُعرف سابقًا بالاتحاد السوفيتي بنحو 3 ملايين.
يشير مصطلح «بولونيا» في بولندا عادةً إلى ذوي الأصول البولندية الذين يعيشون خارج الحدود البولندية، وعددهم يتراوح من 10 إلى 20 مليون فرد حسب التقديرات الرسمية. تضم الولايات المتحدة وكندا والبرازيل عددًا ملحوظًا من ذوي الأصول البولندية. وتجمع بين فرنسا وبولندا صلة تاريخية قوية، إذ تضم فرنسا مجموعة كبيرة نسبيًا من البولنديين، وقد عاش البولنديون على أرض فرنسا منذ القرن الثامن عشر. استقر ما يزيد عن مليون مواطن بولندي في بداية القرن العشرين في فرنسا، حيث هاجر معظمهم في فترة ما بين الحربين، ومنهم أولئك المهاجرين البولنديون الفارين من الاحتلال النازي أو الحكم السوفيتي اللاحق.
استقر عدد كبير من المهاجرين البولنديين في الولايات المتحدة في شيكاغو (التي اشتهرت بكونها أكثر مدينة تتسم بالطابع البولندي خارج بولندا)، وميلووكي، وأوهايو، وديترويت، ونيو جيرسي، ومدينة نيويورك، وأورلاندو، وبيتسبرغ، وبوفالو، ونيو إنجلاند. يقع أكبر تجمع للبولنديين الأمريكيين في إحدى بلديات نيو إنجلاند في نيو بريتن، كونيتيكت. هاجرت الأغلبية من البولنديين الكنديين إلى كندا بعد الحرب العالمية الثانية. ارتفع عدد المهاجرين البولنديين فيما بين 1945 و1970، وارتفع مجددًا عقب سقوط الشيوعية في بولندا عام 1989. استقر معظم البولنديون المهاجرين للبرازيل في ولاية بارانا، واستقر عدد أقل منهم في ريو غراندي دي سول، وإسبيريتو سانتو، وساو باولو. تضم مدينة كوريتيبا ثاني أكبر جالية بولندية في العالم بعد شيكاغو، وتشيع فيها الموسيقى والأكلات والثقافة البولندية.
وقعت هجرة كبيرة وحديثة نسبيًا للبولنديين عقب انضمام بولندا للاتحاد الأوروبي في 2004 وافتتاح سوق عمل الاتحاد الأوروبي، حيث حصل ما يقرب من 2 مليون بولندي، معظمهم من الشباب، على وظائف خارج البلد. يقدر عدد البولنديين العاملين في المملكة المتحدة بنحو نصف مليون عامل. واعتبارًا من عام 2011، بوسع البولنديون العمل بحرية في جميع أنحاء الاتحاد الأوروبي وليس في المملكة المتحدة فقط بل في بلدان أخرى مثل أيرلندا والسويد. نما المجتمع البولندي في النرويج بصفة ملحوظة ووصل عدد البولنديون فيها إلى 120,000، ما يجعل البولنديون أكبر مجموعة من المهاجرين في النرويج. انخفض عدد البولنديون خارج بولندا في الآونة الأخيرة فقط، حيث غادر منهم 116,000 المملكة المتحدة في عام 2018.

## ثقافة

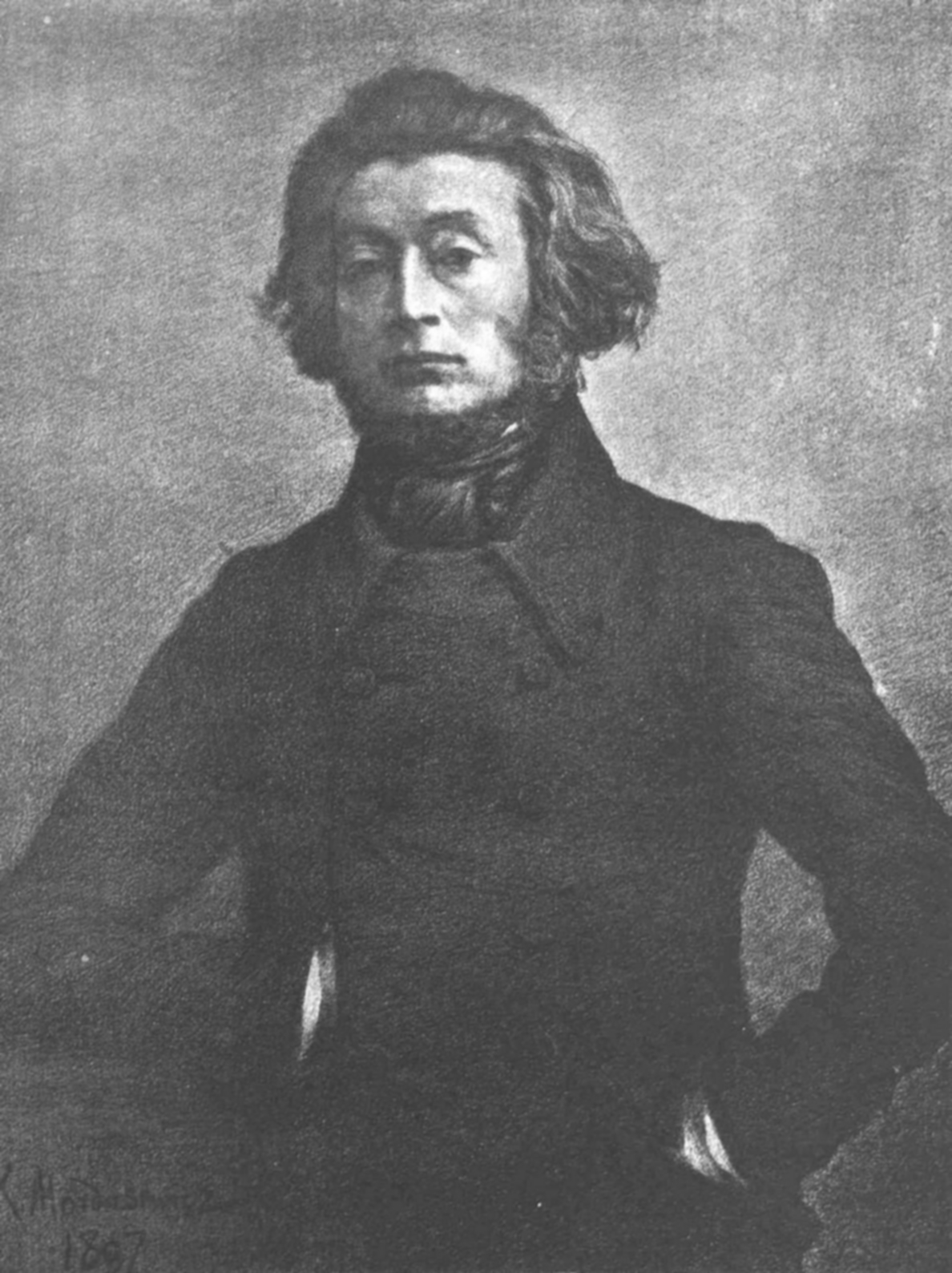
رسومات من كتاب PL - ألبوم السيرة الذاتية للبولنديين المتميزين في القرن التاسع عشر، المجلد الأول، الذي نشرته ماريا تشيلمونسكا، وارسو 1901

تتميز ثقافة بولندا بتاريخ يمتد لأكثر من 1000 عام. طورت بولندا الواقعة في أوروبا المركزية شخصية متأثرة بموقعها الجغرافي في محل التقاء الثقافات الأوروبية المركزية (النمساوية، والألمانية، والمجرية، والسلوفاكية)، والغربية (الفرنسية، والإسبانية، والهولندية)، والجنوبية (الإيطالية واليونانية) والبلطيقية (الليتوانية، والإستونية، واللاتفية)، والشرقية (البيلاروسية والأوكرانية)، والقوقازية (العثمانية التركية، والأرمينية، والجورجية). تأثرت ثقافة بولندا كذلك بثقافات المهاجرين إليها مثل المجريين، والتشيك، والسلوفاكيين، واليهود، والألمان، والهولنديين؛ وتحالفاتها السياسية مع ليتوانيا والمجر وساكسونيا وفرنسا والسويد؛ وفتوحات التحالف البولندي الليتواني الشرقية مثل أوكرانيا وبيلاروسيا ومولدوفا ورومانيا ولاتفيا؛ وغزاة الأراضي البولندية مثل الإمبراطورية الروسية، ومملكة بروسيا، ومملكة هابسبورغ التي عُرفت لاحقًا بالإمبراطورية النمساوية أو النمسا والمجر.
مع مرور الزمن، أضحت الثقافة البولندية متأثرة بدرجة كبيرة بصلاتها مع العالم الجرماني والمجري واللاتيني والأقليات العرقية الأخرى في بولندا. اشتهر أهل بولندا بترحيبهم وحسن استضافتهم للفنانين من الخارج (لا سيما إيطاليا) وانفتاحهم على الاتجاهات الثقافية والفنية الرائجة في البلدان الأوروبية. نظرًا لموقع بولندا المركزي، تصادف البولنديون بالحضارتين الغربية والشرقية منذ زمن بعيد، وبناء عليه تطورت بولندا اقتصاديًا وثقافيًا وسياسيًا. قال الجنرال الألماني هيلموت كارل فون مولتكه في كتاب «بولندا: لوحة تاريخية (1885)» أن: «بولندا كانت من أكثر دول أوروبا تحضرًا في القرن الخامس عشر».
أضحى الاهتمام بالتقدم الثقافي في بولندا له الغلبة على النشاط الاقتصادي والسياسي. واجهت بولندا أزمات شديدة، لا سيما في الحرب العالمية الثانية والأعوام اللاحقة. أدت تلك العوامل إلى طبيعة الفنون البولندية المتنوعة بكل تعقيداتها.
كانت بولندا ملاذًا للعديد من اليهود من جميع أنحاء أوروبا، وفي القرن العشرين هاجر منهم الكثيرون إلى إسرائيل. وُلد العديد من رجال الدولة الإسرائيليين في بولندا، مثل مؤسس إسرائيل ديفيد بن غوريون، ورئيس إسرائيل السابق شيمون بيريز، ورؤساء الوزراء إسحاق شامير ومناحم بيجن.